# جسامة المقلة
جسامة المقلة (بالإنجليزية: Buphthalmos أو Buphthalmia)‏ هي زيادة في حجم العين تظهر عن حديثي الولادة والأطفال، وتظهر عادة في الأشهر الثلاثة الأولى بعد الولادة. وعادة ما تدل الإصابة بجسامة المقلة على وجود زرق ولادي، وهو اضطراب تؤدي فيه الضغوط المرتفعة داخل العين إلى تلف هياكل العين وفقدان البصر.

## العلامات والأعراض
جسامة المقلة في حد ذاتها هي مجرد علامة سريرية، ولا تولد أعراض، وعادة لا يُظهر المرضى الذين يعانون من الجلوكوما أعراضًا في البداية. وفي وقت لاحق، يمكن أن تظهر عليهم بعض الأعراض، مثل فرط الدموع، والحساسية المفرطة للضوء (رهاب الضوء)، وقد يكشف فحص العيون عن زيادة ضغط العين، وتشوه القرص البصري، ووذمة القرنية، التي تظهر على أنها ضباب.
وتشمل الأعراض الأخرى بروز المقلة، وخطوط هاب في غشاء دسميه من القرنية، وتضخم القرنية، وقصر النظر.

## السبب
قد يحدث الزرق الطفولي، والذي غالبا ما يُسبب جسامة المقلة كعلامة سريرية، عندما تعرقل الزاوية الضيقة بين القرنية والقزحية تدفق الخلط المائي؛ وهذا يؤدي إلى زيادة ضغط العين وتضخم المقلة في نهاية المطاف. ويمكن أن يحدث انغلاق الزاوية بسبب تشوهات خلال تطور العين، وكذلك وجود هياكل غير طبيعية داخل الجسم الزجاجي. وقطر القزحية الأكبر من 11 مم قبل عمر سنة واحدة أو قطر القرنية الأكبر من 13 مم في أي عمر هي معايير تشخيصية لجسامة المقلة.

## توقع سير المرض والعلاج
يؤدي عدم علاج الجلوكوما إلى العمى الكلي، والعلاج الجراحي مطلوب، وتشمل العمليات الجراحية المستخدمة في الوقت الحاضر بضع الزاوية العينية، أو بضع التربيق، أو استئصاله.

## أصل الكلمة
اسم الحالة مشتق من اليونانية ῦςοῦς bous بمعنى بقرة في إشارة إلى انتفاخ العين الشائع بين البقر.

## الثقافة الشعبية
ربما كان أسطورة موسيقى الولايات المتحدة ري تشارلز، الذي أصبح أعمى تمامًا في سن السابعة، مصابًا بالجلوكوما، وربما كان مصابًا بجسامة المقلة في وقت مبكر من حياته.